# Блюм (заготовка)

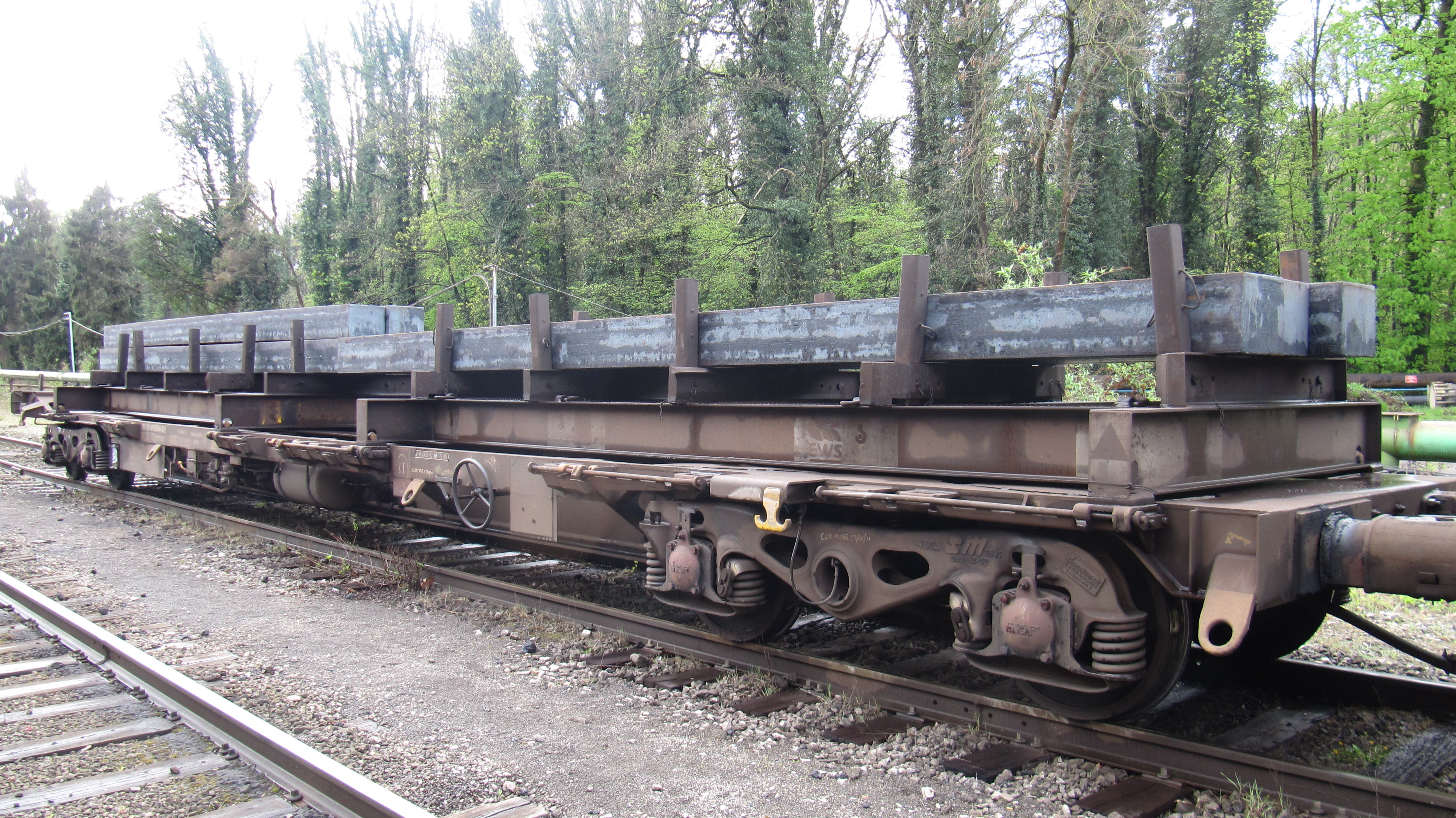
Блюми.

Блюм, блум (англ. bloom), — напівфабрикат металургійного виробництва — сталева заготовка квадратного перетину із розміром одного боку понад 140 мм, отримується зі злитків або з безперервнолитих заготовок прокаткою на обтискних станах — блюмінгах або блюмінг-слябінгах. Блюм призначений для виробництва сортового прокату.